# Tongbiguan Xiang
Tongbiguan Xiang (kinesiska: 铜壁关, 铜壁关乡) är en socken i Kina. Den ligger i provinsen Yunnan, i den sydvästra delen av landet, omkring 510 kilometer väster om provinshuvudstaden Kunming. Antalet invånare är 6 459. Befolkningen består av 3 151 kvinnor och 3 308 män. Barn under 15 år utgör 24,0 %, vuxna 15-64 år 70 %, och äldre över 65 år 4,0 %.
Genomsnittlig årsnederbörd är 1 649 millimeter. Den regnigaste månaden är juli, med i genomsnitt 414 mm nederbörd, och den torraste är januari, med 2 mm nederbörd.